# Zarhipis integripennis
Zarhipis integripennis är en skalbaggsart som först beskrevs av Leconte 1874.  Zarhipis integripennis ingår i släktet Zarhipis och familjen Phengodidae. Inga underarter finns listade i Catalogue of Life.